# 星座年代
星座年代（Astrological age）是星相學家根據星象和當時宗教關係的一種理論。這種理論被學者用來解釋古埃及及中東地區的政權交替。
根據畢華流在他的《畢華流談星座2》引述西方星相學家的論說，星座年代與太陽進動有關，所以方向是黃道十二宮的相反；與當時的關係大致如下：
1. 獅子座年代（約公元前10,000年至公元前8,000年）：獅子座代表的太陽，融化了末次冰期的積雪。
2. 巨蟹座年代（約公元前8,000年至公元前6,000年）：巨蟹座代表母性及大海：最初的生命誕生於海洋；人類最初的母系社會。
3. 雙子座年代（約公元前6,000年至公元前4,000年）：雙子座代表獵人，代表金屬是青銅：人類開始銅石並用／使用青銅器及狩獵社會。
4. 金牛座年代（約公元前4,000年至公元前2,000年）：金牛座代表農民，代表金屬是黃銅：人類開始使用黃銅器及農業社會；古埃及人開始崇拜金牛犢的信仰。
5. 白羊座年代（約公元前2,000年至公元0年）：白羊座代表戰士，代表金屬是鐵：人類開始使用鐵器，戰爭頻繁；亞伯拉罕的沙漠一神教的興起，因為他們以羔羊作祭獻。
6. 雙魚座年代（約公元0年至公元2,000年）：耶穌基督的基督教席捲全球。另一方面，耶穌的門徒中有幾位本身亦是漁民，而他亦多次以捕漁來形容傳福音的工作。

因此，他們預計，當寶瓶座年代（約公元2,000年至公元4,000年）來臨時，世人就會轉奉一種和寶瓶座所代表意義一致的宗教信仰。
不過，另一方面，有學者持相反意見，指是世間上的星象學家在觀看星座的流傳，認為人的宗教信仰應該與當時的上升星座相配，而星座的轉換就像人間的朝代交替一樣。作為人類，我們應該“順應天意”，隨著天象的轉變而更換宗教信仰。他們根據此理論，解釋了為何在亞伯拉罕的年代，古埃及經歷饑荒，但亞伯拉罕仍然可以得到充足的糧食，原因是亞伯拉罕一族改信了以羔羊為代表的上帝，他們去到埃及地購入神牛回家作食糧。而在埃及地，由於他們仍然相信金牛，所以奉牛為神聖而不食用。這事情亦導致古埃及王朝的衰落，以及喜克索斯人的入侵。

## 星座年代與文化
在流行文化當中，有不少與星座年代有著含蓄的關係。例如「新世紀音樂」，就被視為代表水瓶座年代的音樂；當中的代表人物是Secret Garden。
另外，英國著名品牌Body Shop的收入，據稱是用來支持「新纪元运动」。而日本花王（Kao）公司的標誌月亮，亦被視為水瓶年代的重要象徵。
| 星座年代   | Guenther Wachsmuth  | Neil Mann          | Shephard Simpson   |
| ---------- | ------------------- | ------------------ | ------------------ |
| 獅子座年代 | 前10500年－前7900年 |                    |                    |
| 巨蟹座年代 | 前7900年－前6500年  | 前8600年－前6450年 |                    |
| 雙子座年代 | 前6500年－前4500年  | 前6450年－前4300年 |                    |
| 金牛座年代 | 前4500年－前1900年  | 前4300年－前2150年 | 前4525年－前1875年 |
| 白羊座年代 | 前1900年－前100年   | 前2150年－1年      | 前1875年－前100年  |
| 雙魚座年代 | 前100年－2500年     | 1年－2150年        | 前100年－2680年    |
| 水瓶座年代 | 2500年－4400年      | 2150年－           | 2680年－           |

## 以邦德事件的規律進行解析
邦德事件（英語：Bond event），又稱1500年氣候周期，是指北大西洋的冰筏活動，與全新世以來全球氣候變化有關。目前已發生八起邦德活動，周期在1,000-1,500年之間[1][2]。
近一次邦德事件為 500~1500 AD 的小冰期，這段時間各地發生飢荒，歐洲黑死病肆虐，文明呈現停滯狀態，這些情形與天蠍宮的象徵意涵相關。再往前的民族大遷徙則與射手宮的代表涵義相關。若依此推測，現今所屬的時代應為天秤時代。

## 外部連結
- THE GRAND AGES AND THE COMING OF AQUARIUS （页面存档备份，存于）
- An Astrological Age